# Rio Pardo (vattendrag i Brasilien, Pará)
Rio Pardo är ett vattendrag i Brasilien.   Det ligger i delstaten Pará, i den centrala delen av landet, 1 300 km norr om huvudstaden Brasília.
I omgivningarna runt Rio Pardo växer i huvudsak städsegrön lövskog. Trakten runt Rio Pardo är nära nog obefolkad, med mindre än två invånare per kvadratkilometer.